# Liste der Nummer-eins-Hits der US-Country-Charts (2012)
Dies ist eine Liste der Country-Nummer-eins-Hits in den von Billboard ermittelten Country-Charts in den USA. Die Hitparade für die Songs heißt Hot Country Songs, die Hitparade für die Alben heißt Hot Country Albums. Berücksichtigt werden Verkaufszahlen (physisch, Download) und Airplay.
| Singles | Alben |
| --- | --- |
| - Zac Brown Band – Keep Me in Mind - 2 Wochen (7. Januar – 20. Januar) - David Nail feat. Sarah Buxton – Let It Rain - 1 Woche (21. Januar – 27. Januar) - Eric Church – Drink in My Hand - 1 Woche (28. Januar – 3. Februar) - Luke Bryan – I Don't Want This Night to End - 1 Woche (4. Februar – 10. Februar) - Chris Young – You - 1 Woche (11. Februar – 17. Februar) - The Band Perry – All Your Life - 2 Wochen (18. Februar – 2. März) - Keith Urban – You Gonna Fly - 2 Wochen (3. März – 16. März) - Kenny Chesney – Reality - 1 Woche (17. März – 23. März) - Dierks Bentley – Home - 1 Woche (24. März – 30. März) - Taylor Swift – Ours - 1 Woche (31. März – 6. April) - Jake Owen – Alone with You - 2 Wochen (7. April – 20. April) - Lee Brice – A Woman Like You - 1 Woche (21. April – 27. April) - Blake Shelton – Drink on It - 2 Wochen (28. April – 11. Mai) - Rascal Flatts – Banjo - 1 Woche (12. Mai – 18. Mai) - Miranda Lambert – Over You - 1 Woche (19. Mai – 25. Mai) - Jason Aldean – Fly Over States - 1 Woche (26. Mai – 1. Juni) - Kip Moore – Somethin' 'Bout a Truck - 2 Wochen (2. Juni – 15. Juni) - Carrie Underwood – Good Girl - 1 Woche (16. Juni – 22. Juni) - Eric Church – Springsteen - 2 Wochen (23. Juni – 6. Juli) - Luke Bryan – Drunk On You - 2 Wochen (7. Juli – 20. Juli) - Brantley Gilbert – You Don't Know Her Like I Do - 1 Woche (21. Juli – 27. Juli) - Eli Young Band – Even If It Breaks Your Heart - 1 Woche (28. Juli – 3. August) - Dierks Bentley – 5-1-5-0 - 1 Woche (4. August – 10. August) - Kenny Chesney – Come Over - 2 Wochen (11. August – 24. August) - Love and Theft – Angel Eyes - 1 Woche (25. August – 30. August) - Blake Shelton – Over - 2 Wochen (1. September – 14. September) - Little Big Town – Pontoon - 2 Wochen (15. September – 28. September) - Hunter Hayes – Wanted - 1 Woche (29. September – 5. Oktober, insgesamt 3 Wochen) - Jason Aldean – Take a Little Ride - 2 Wochen (6. Oktober – 19. Oktober) - Taylor Swift – We Are Never Ever Getting Back Together - 9 Wochen (20. Oktober – 21. Dezember, insgesamt 10 Wochen) - Florida Georgia Line – Cruise - 3 Wochen (22. Dezember – 11. Januar, insgesamt mindestens 22 Wochen) | - Lady Antebellum – Own the Night - 5 Wochen (31. Dezember – 3. Februar, insgesamt 9 Wochen) - Toby Keith – Clancy's Tavern - 1 Woche (4. Februar – 10. Februar) - Tim McGraw – Emotional Traffic - 2 Wochen (11. Februar – 24. Februar) - Dierks Bentley – Home - 2 Wochen (25. Februar – 2. März) - Lady Antebellum – Own the Night - 4 Wochen (3. März – 30. März) - Luke Bryan – Tailgates & Tanlines - 2 Wochen (31. März – 13. April) - Lionel Richie – Tuskegee - 1 Woche (14. April – 20. April, insgesamt 4 Wochen) - Rascal Flatts – Changed - 1 Woche (21. April – 27. April) - Lionel Richie – Tuskegee - 3 Wochen (28. April – 18. Mai, insgesamt 4 Wochen) - Carrie Underwood – Blown Away - 5 Wochen (19. Mai – 22. Juni, insgesamt 7 Wochen) - Alan Jackson – Thirty Miles West - 1 Woche (23. Juni – 29. Juni) - Josh Turner – Punching Bag - 1 Woche (30. Juni – 6. Juli) - Kenny Chesney – Welcome to the Fishbowl - 3 Wochen (7. Juli – 27. Juli) - Zac Brown Band – Uncaged - 4 Wochen (28. Juli – 24. August, insgesamt 5 Wochen) - Colt Ford – Declaration of Independence - 1 Woche (25. August – 31. August) - Zac Brown Band – Uncaged - 1 Woche (1. September – 7. September, insgesamt 5 Wochen) - Dustin Lynch – Dustin Lynch - 1 Woche (8. September – 14. September) - Carrie Underwood – Blown Away - 2 Wochen (15. September – 28. September, insgesamt 2 Wochen) - Little Big Town – Tornado - 5 Wochen (29. September – 2. November) - Jason Aldean – Night Train - 1 Woche (3. November – 9. November) - Taylor Swift – Red - 13 Wochen (10. November – 8. Januar, insgesamt 16 Wochen) |

## Quelle
- Billboard - Offizielle US-Charts (englisch)